# Korea: Forgotten Conflict
Korea: Forgotten Conflict là tựa game chiến lược thời gian thực và hành động lén lút lấy bối cảnh cuộc Chiến tranh Triều Tiên. Game do studio Plastic Reality Technologies của Cộng hòa Séc phát triển và được hãng Cenega Publishing phát hành vào năm 2003.

## Lối chơi
Korea: Forgotten Conflict là game thuộc thể loại hành động lén lút theo phong cách lối chơi mà các nhân vật phụ thuộc lẫn nhau giải quyết câu đố chủ yếu dựa trên hành động lén lút của dòng game Commandos. Người chơi được giao một số lính biệt kích trong mỗi nhiệm vụ và mỗi người sở hữu một số khả năng đặc biệt (quân y, bắn tỉa, công binh, gián điệp và sát thủ), với lối chơi chính tập trung vào quản lý kho khí tài và chiến đấu cơ bản. Hành động lén lút là cơ bản và không ảnh hưởng đến nhiệm vụ ngoài việc kẻ địch cố gắng tấn công đơn vị quân của người chơi. AI rất tệ và đối phương sẽ tiến đánh mà không quan tâm đúng mức đến sự an toàn của họ và thực sự mau chóng quên đi việc săn lùng toán lính biệt kích, tiếp tục tuần tra bên cạnh hàng đống xác chết coi như chẳng có chuyện gì xảy ra cả.
Game diễn ra theo thời gian thực với khả năng tạm dừng và ra lệnh theo điểm dừng để đơn vị quân có thể thực hiện cùng lúc. Trong Mission 3: The Streets of Seoul, người chơi nhận lệnh chỉ huy binh sĩ quân đội Mỹ giao tranh với quân Bắc Triều Tiên trong trận đánh mở. Các nhiệm vụ trong game cũng xoay quanh chủ đề Chiến tranh Triều Tiên như tù binh chiến tranh, máy bay chiến đấu MiG và cố vấn Liên Xô. Quân đội Trung Quốc không có mặt trong tựa game này nhưng quân địch lại mang theo sách đỏ bên mình. Người chơi còn có thể quăng bao thuốc lá và tạp chí khiêu dâm nhằm lôi cuốn sự chú ý của đối phương.
Người chơi có thể điều khiển đủ loại phương tiện trong game như xe jeep, xe tải quân sự và xe tăng. Môi trường diễn ra cả ngoài trời lẫn trong nhà. Trò chơi thực sự bắt đầu sau hai màn hướng dẫn.

## Nhân vật
Korea: Forgotten Conflict có tổng cộng năm nhân vật chính.
- Biệt động quân : Benjamin Jacob Goodlover, "BJ Goodlover", nhân vật đầu tiên mà người chơi điều khiển trong game. Anh ta vốn là chuyên gia thạo dùng dao, từng có kinh nghiệm làm đồ tể trong quá khứ. Nhân vật này là lính Biệt động quân da đen Mỹ.
- Chuyên gia Triều Tiên: Kim Yoon-Soo, "Kato", là du kích người Hàn có thể cải trang thành sĩ quan Bắc Triều Tiên. Ngoài ra, Kato còn là chuyên gia môn taekwondo.
- Quân y: Sarah Parker, theo truyền thuyết trong game thì biệt danh của cô là "Honey Bear" nhưng cô chỉ được gọi trong game là "Sarah Parker". Ngoại hình của cô tỏ ra không hợp thời vì phụ nữ trong lực lượng chính quy của Liên Hợp Quốc không tham gia chiến tranh Triều Tiên, chỉ đảm nhận làm phụ tá mà thôi. Tiểu sử truyền thuyết nói rằng cô từng là y tá chuyên nghiệp làm việc tại MASH trước khi gia nhập toán Biệt kích.
- Công binh: Connor McGregor, "Scot", là công binh chiến đấu người Úc có tài xử lý chất nổ, tìm mìn bằng máy dò và nhặt chúng lên. Tiểu sử truyền thuyết cho biết anh ta đội mũ cối ANZAC nhưng điều đó không có trong game.
- Xạ thủ bắn tỉa: Nighthawk là lính bắn tỉa người Mỹ da đỏ. Anh ta không mang theo xác kẻ thù đã chết vì lý do xác đó bị coi là linh hồn ma quỷ.

## Phát triển

### Thiết kế
Game này được hãng Plastic Reality Technologies phát triển, một studio có trụ sở tại Brno được thành lập vào năm 2000. Quá trình phát triển trò chơi bắt đầu vào tháng 9 năm 2001. Absolute Games khẳng định rằng chủ đề này được chọn vì nhóm nhà phát triển người Séc bị cuộc Chiến tranh Triều Tiên cuốn hút do chủ đề này không được đề cập đến trong ngành công nghiệp điện ảnh hiện đại hoặc trò chơi máy tính. Game được thiết kế bằng engine Typhoon, sử dụng đồ họa 3D toàn diện. Tựa game này đã phải đối mặt với những khó khăn trong quá trình sản xuất.

### Phát hành
Tháng 7 năm 2003, Plastic Reality thông báo ngày phát hành game vào tháng 10 năm đó, với tựa game được Cenega Poland phát hành tại Ba Lan. Tại E3 năm 2004 vào giữa tháng 5, Cenega Publishing đã giới thiệu tựa game này; họ còn ra mắt game tại hội chợ thương mại ECTS vào tháng 8 năm đó. Phiên bản demo được tải lên Gry Online vào ngày 20 tháng 10 năm 2003, và hãng cho tung bản vá lỗi vào tháng 5 năm 2004. Nhà sản xuất dự định làm thêm bản Xbox của tựa game này nhưng chưa bao giờ được phát hành. Năm 2006, Paradox Interactive đưa tựa game này vào danh mục có sẵn trong hệ thống phân phối điện tử GamersGate của họ.

## Đón nhận
Korea: Forgotten Conflict nhận được nhiều đánh giá trái chiều đến tiêu cực từ giới phê bình game. Will Trotter của Wargamer.com đã bày tỏ sự căm ghét của mình đối với tựa game này, chẳng thấy có gì đáng cứu vãn được cả. Absolute Games cảm thấy tựa game này có tiềm năng chưa được khai thác đến nơi đến chốn thông qua việc mang lại trải nghiệm nhạt nhẽo và u ám. Gry Online thấy những điểm tương đồng giữa tựa game này và UFO: Aftermath mới phát hành gần đây. Game còn đoạt được giải 'Best in Show' của Wargamer khi được trình chiếu tại E3.